# Termas do Marobo

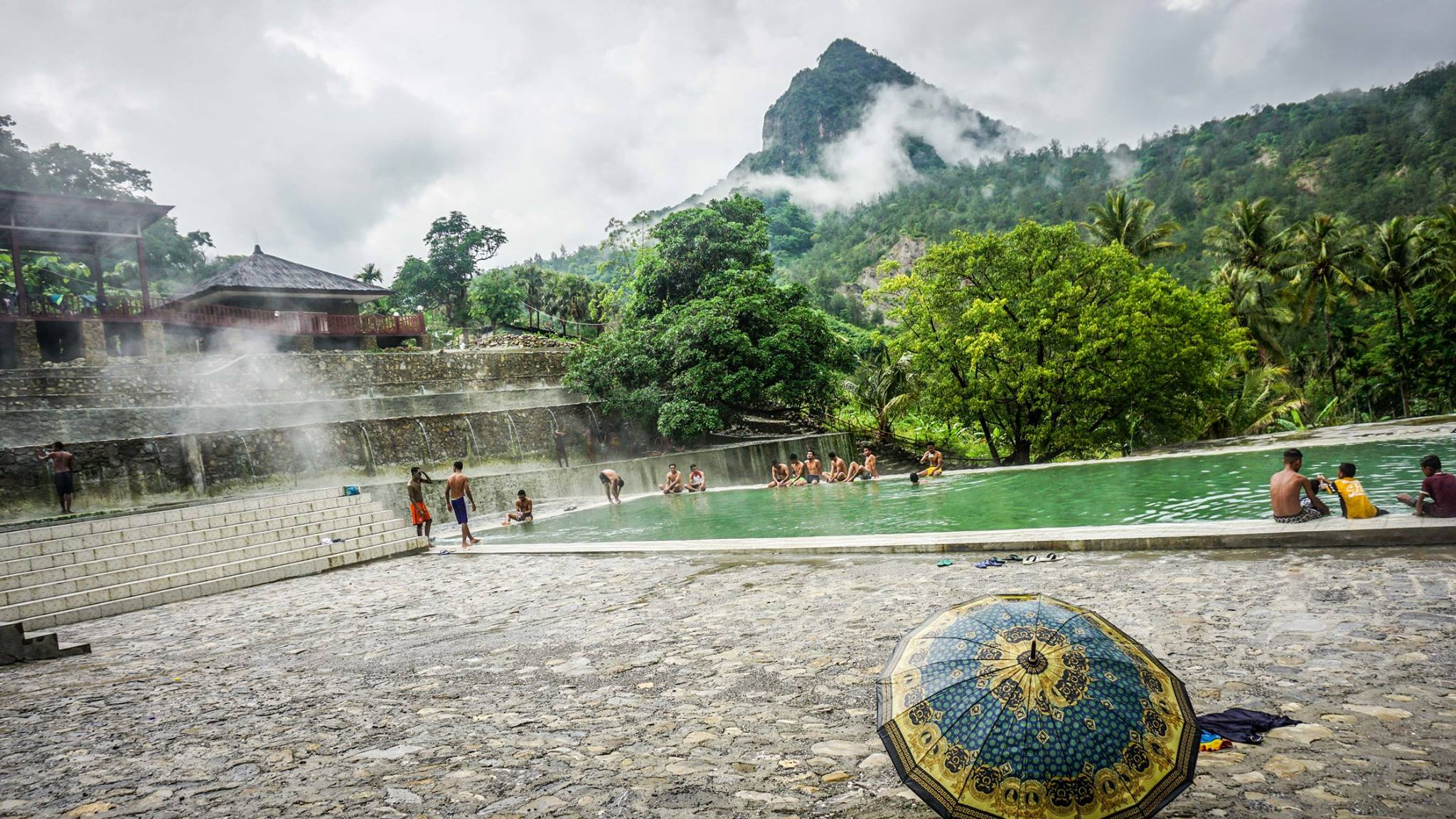
Die Heißen Quellen von Marobo, mit dem Matuloun im Hintergrund (2021)

Die Termas do Marobo (deutsch Thermen von Marobo) sind eine Thermenanlage, die bei heißen Quellen in Osttimor steht. Sie befinden sich im heutigen Suco Ilat-Laun (Region Marobo, Verwaltungsamt Bobonaro, Gemeinde Bobonaro), etwa fünf Kilometer nördlich des Ortes Bobonaro.

## Geschichte
Während der portugiesischen Kolonialzeit entstand das Bad, das von einer heißen Quelle gespeist wird. Die portugiesische Kavallerie, die in Bobonaro stationiert war, machte es sich zur Angewohnheit, einmal wöchentlich zu den Thermen zu reiten und ihre Pferde im heißen Wasser baden zu lassen, was für deren Haut sehr gut war.
Während der Schlacht um Timor im Zweiten Weltkrieg operierten in der Region Teile der australischen Sparrow Force, bis die Japaner das Gebiet im August 1942 unter ihrer Kontrolle brachten. Nach Abzug der alliierten Kampfverbände im Februar 1943 wurde Marobo zum Erholungszentrum der japanischen Armee. In dieser Zeit entstanden durch Zwangsarbeit weitere Gebäude, von denen heute noch einige Ruinen stehen. Die japanischen Besatzer zwangen timoresische Frauen aus der Umgebung im Bad als Trostfrauen zu arbeiten. Marta Abu Bere, die dort sechs Monate vom japanischen Militär festgehalten wurde, berichtete zusammen mit Esmeralda Boe im Dezember 2000 beim „Internationalen Frauentribunal für Kriegsverbrechen“ in Tokio von ihren Erlebnissen.

Das Bad in der Kolonialzeit
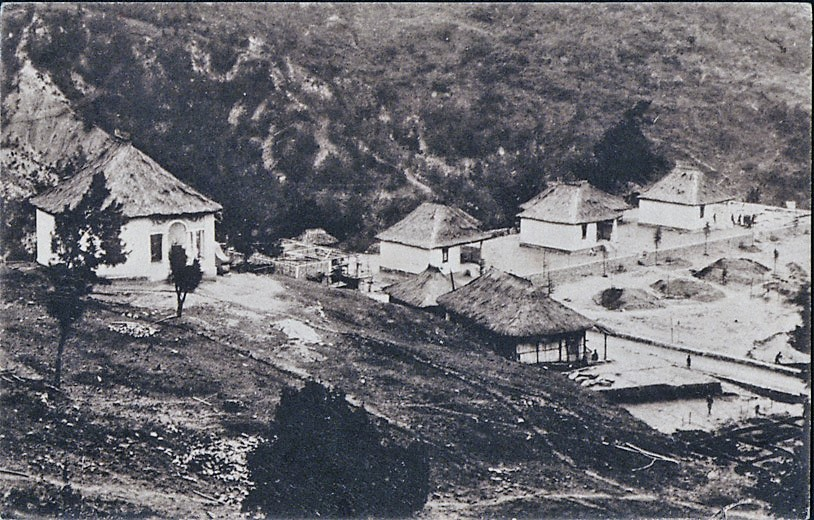
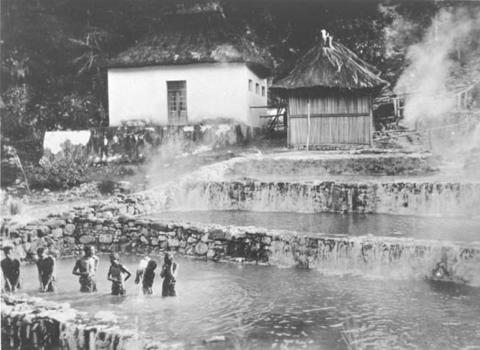
1930er-Jahre
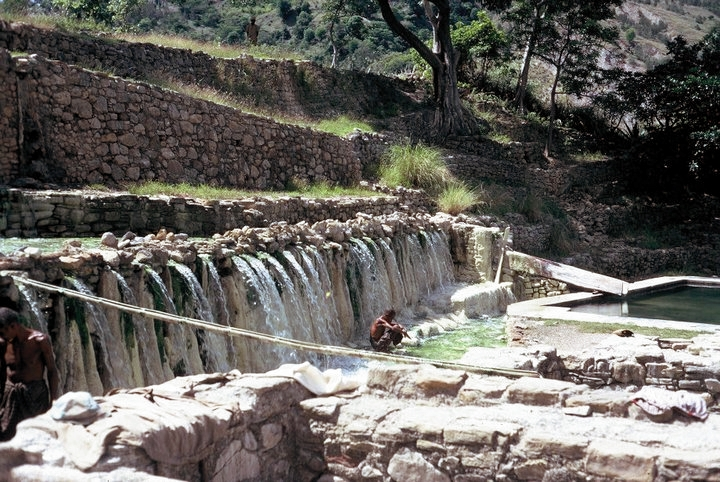
Die Becken (1970)

## Übersicht

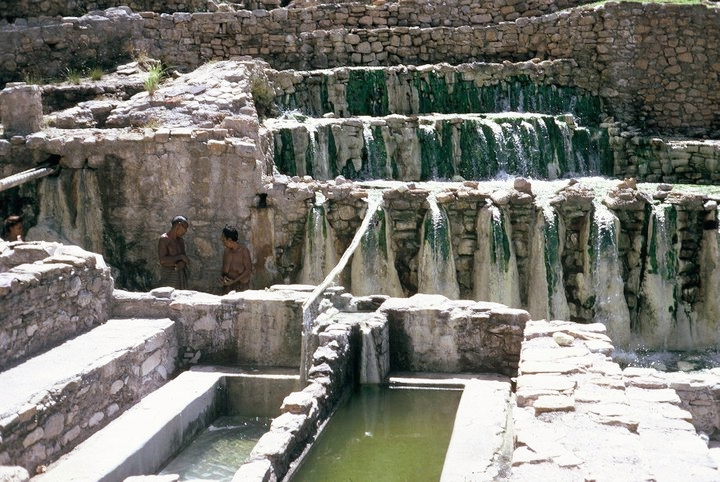
Die Quellen (1970)

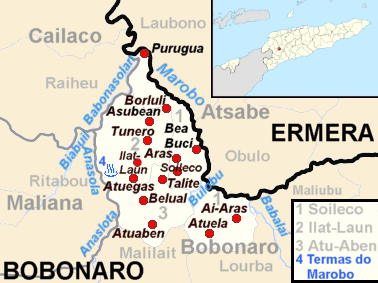
Die Region Marobo

Das Bad existiert noch immer und ist heute eine touristische Sehenswürdigkeit. Von der Landeshauptstadt Dili aus benötigt man den ganzen Tag, um die Thermen mit dem Geländewagen über Gleno, Letefoho und Atsabe zu erreichen. Südöstlich des Bades liegen noch Ruinen von Gebäuden aus der Kolonialzeit. Die Becken und Terrassen des Bades selbst wurden 2016 renoviert, nachdem sie Jahrzehnte ebenfalls nur noch aus Ruinen bestanden. Neben Toiletten und Umkleideräumen gibt es bei den Becken nun auch Aussichtsplattformen und Picknickplätze. Besuchern wird die lokale Kultur der Kemak näher gebracht.
Es gibt zwei heiße Quellen, die 20 Meter voneinander entfernt sind. In der ersten steht das Wasser in einem Becken. Es hat eine Temperatur von 47 °C. Aus der zweiten Quelle strömen 10 Liter Wasser pro Sekunde mit einer Temperatur von 46 °C. Schlamm aus Calcit, Gips und Schwefel lagert sich aus der Quelle ab. Andere Quellen nennen eine Temperatur von bis zu 49 °C und eine Wassermenge aus allen Quellen von etwa 2000 Liter pro Minute. Das Wasser hat einen schwachen, aber deutlichen Schwefelgeruch und enthält außerdem große Mengen an Natrium und Calcium. Das Gebiet besteht aus Pliozän-Ainaro-Kies mit Kalkstein, der auf Kämmen über den Quellen aufragt.
In der Umgebung finden sich einige kleinere Wasserfälle und pittoreske Flussbecken.

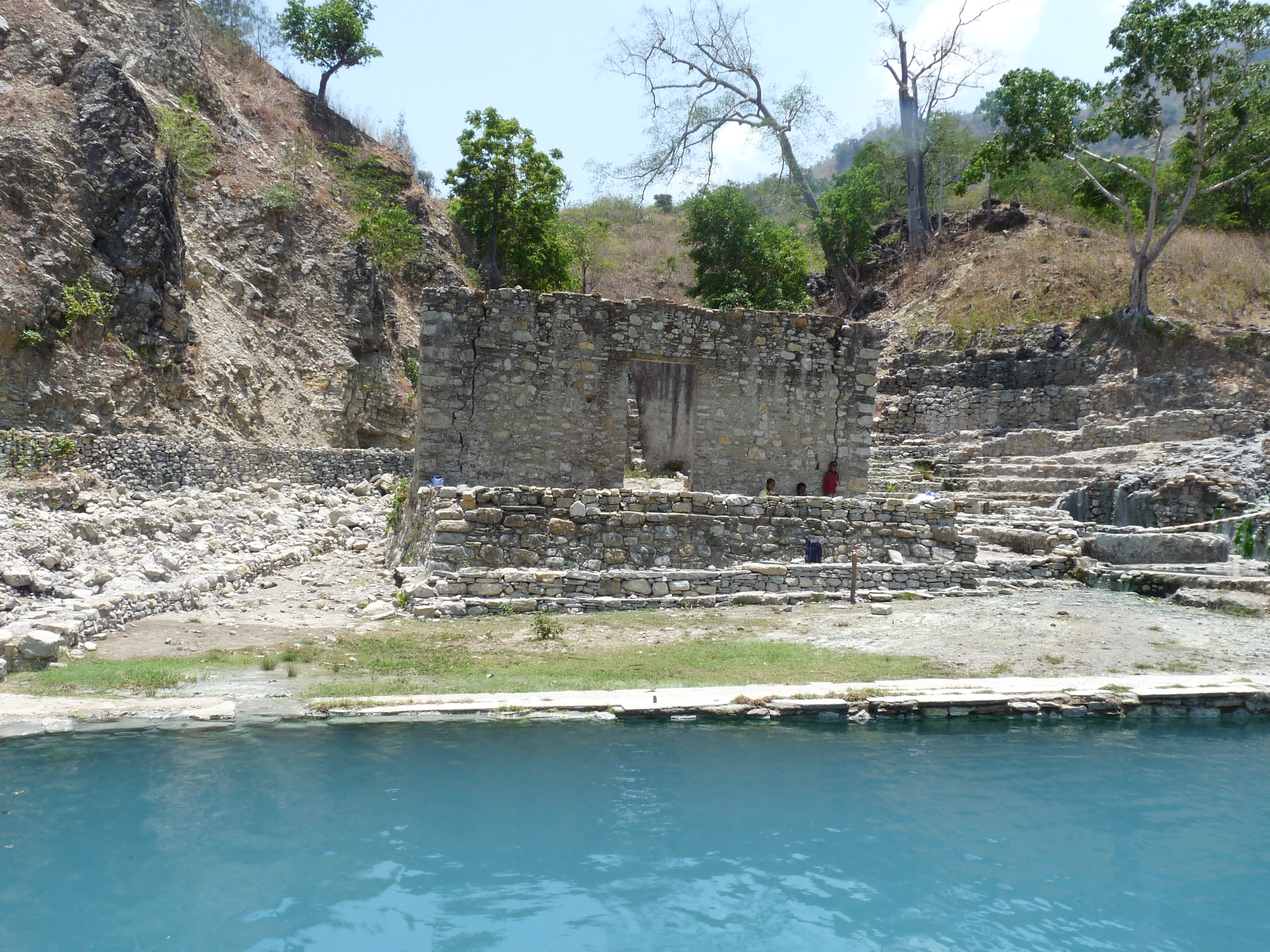
2009
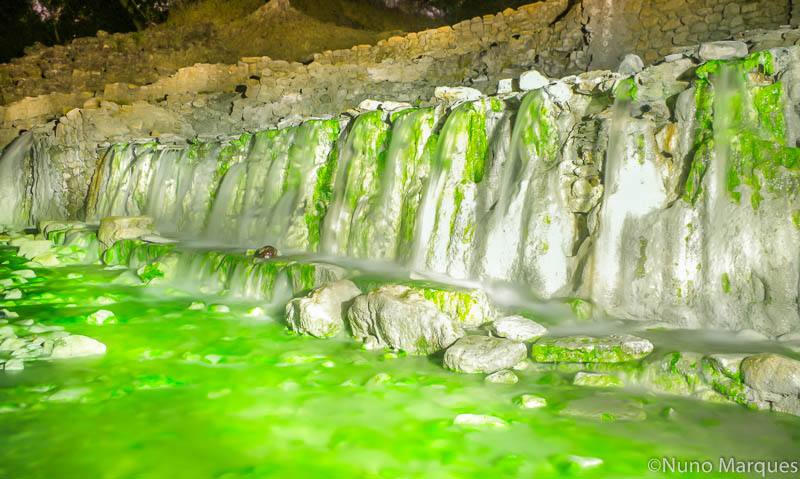
2014
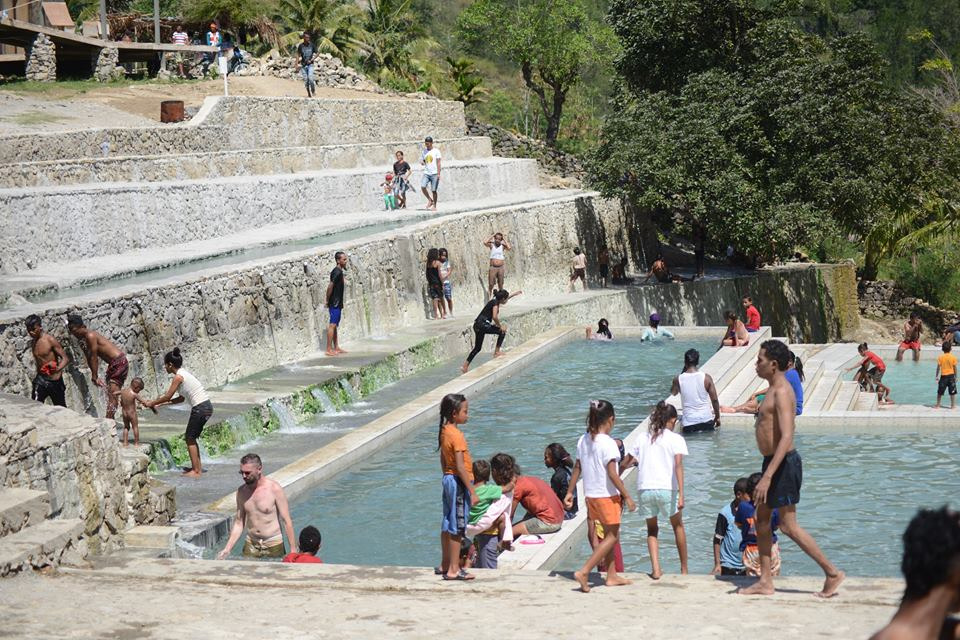
2016
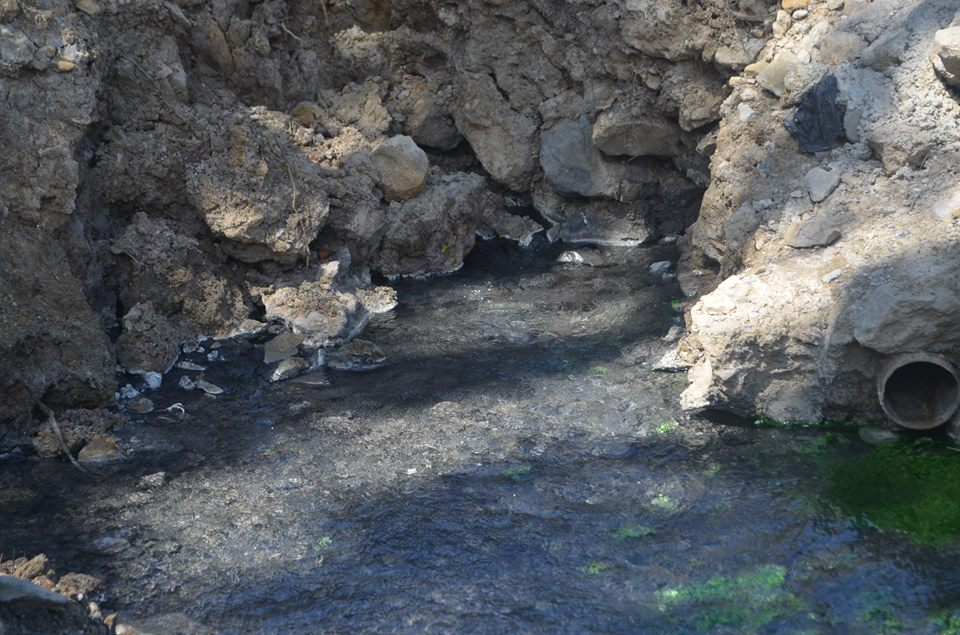
Eine der heißen Quelle 2016